# La existencia precede a la esencia

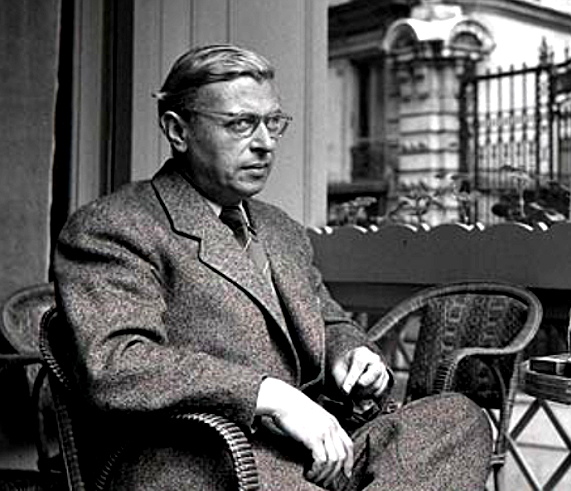
Jean-Paul Sartre

La proposición «La existencia precede a la esencia» (en francés: L'existence précède l'essence) es una afirmación central del existencialismo, que invierte la visión filosófica tradicional de que la esencia (la naturaleza) de una cosa es más fundamental e inmutable que su existencia (el mero hecho de su ser).
Para los existencialistas, los seres humanos, a través de su conciencia, crean sus propios valores y determinan un significado para su vida porque el ser humano no posee ninguna identidad o valor inherente. Esa identidad o valor debe ser creado por el individuo. Al plantear los actos que los constituyen, hacen más significativa su existencia.
La idea se puede encontrar en las obras del filósofo Søren Kierkegaard en el siglo XIX, pero fue formulada explícitamente por el filósofo Jean-Paul Sartre en el siglo XX. La fórmula de tres palabras se originó en su conferencia de 1945 El existencialismo es un humanismo, aunque se pueden encontrar nociones precedentes en El ser y el tiempo de Heidegger.